# 大花弯蕊芥
大花弯蕊芥（学名：Loxostemon loxostemonoides）是十字花科弯蕊芥属的植物。分布在喜马拉雅山、锡金、尼泊尔、克什米尔地区、不丹、印度以及中国大陆的西藏等地，生长于海拔3,750米的地区，多生于山地水沟边，目前尚未由人工引种栽培。